# Есенни фенери
„Есенни фенери“ е музикален филм на Българската телевизия от 1970 г.. Режисьор е Алберт Анжел, а участници са известни български певци. Филмът е с продължителност 28 минути. Години след оригиналното си излъчване е показан в рубриката на БНТ „Ретро следобед“ на 5 декември 2013 г.

## Участници (по ред на появяване)
- вокална група „До-ре-ми-фа“
- Маргарита Димитрова
- Емил Димитров
- Паша Христова
- Йорданка Христова
- Бисер Киров
- Лили Иванова